# Франциск фон Беттінгер
Франц фон Беттінгер (нім. Franziskus von Bettinger; 17 вересня 1850, Ландштуль, Пфальц, королівство Баварія — 12 квітня 1917, Мюнхен, королівство Баварія, Німецька імперія) — баварський та німецький кардинал. Архієпископ Мюнхена і Фрайзінга з 6 червня 1909 по 12 квітня 1917 року. Кардинал-священик з 24 травня 1914 року, з титулом церкви S. Marcello з 28 травня 1914 року.